# PETRA
PETRA (acrónimo de Positron-Electron Tandem Ring Accelerator) é um dos aceleradores de partículas do laboratório DESY em  Hamburgo, Alemanha. Entre 1978 e 1986 foi utilizado para estudar as colisões electrão-positrão e foi nele que a colaboração TASSO descobriu a primeira evidência directa do gluão no chamado three jet events. 
A modificação feita em 2007 é chamada PETRA III e é a fonte de alta energia de radiação sincrotónica e também o pré-acelerador do experimento HERA.